# Arroyo del Ojanco
Arroyo del Ojanco er en by og kommune i det sydlige Spanien i provinsen Jaén. Den har et indbyggertal på 2.143 (2024) indbyggere.